# アビアンカ航空

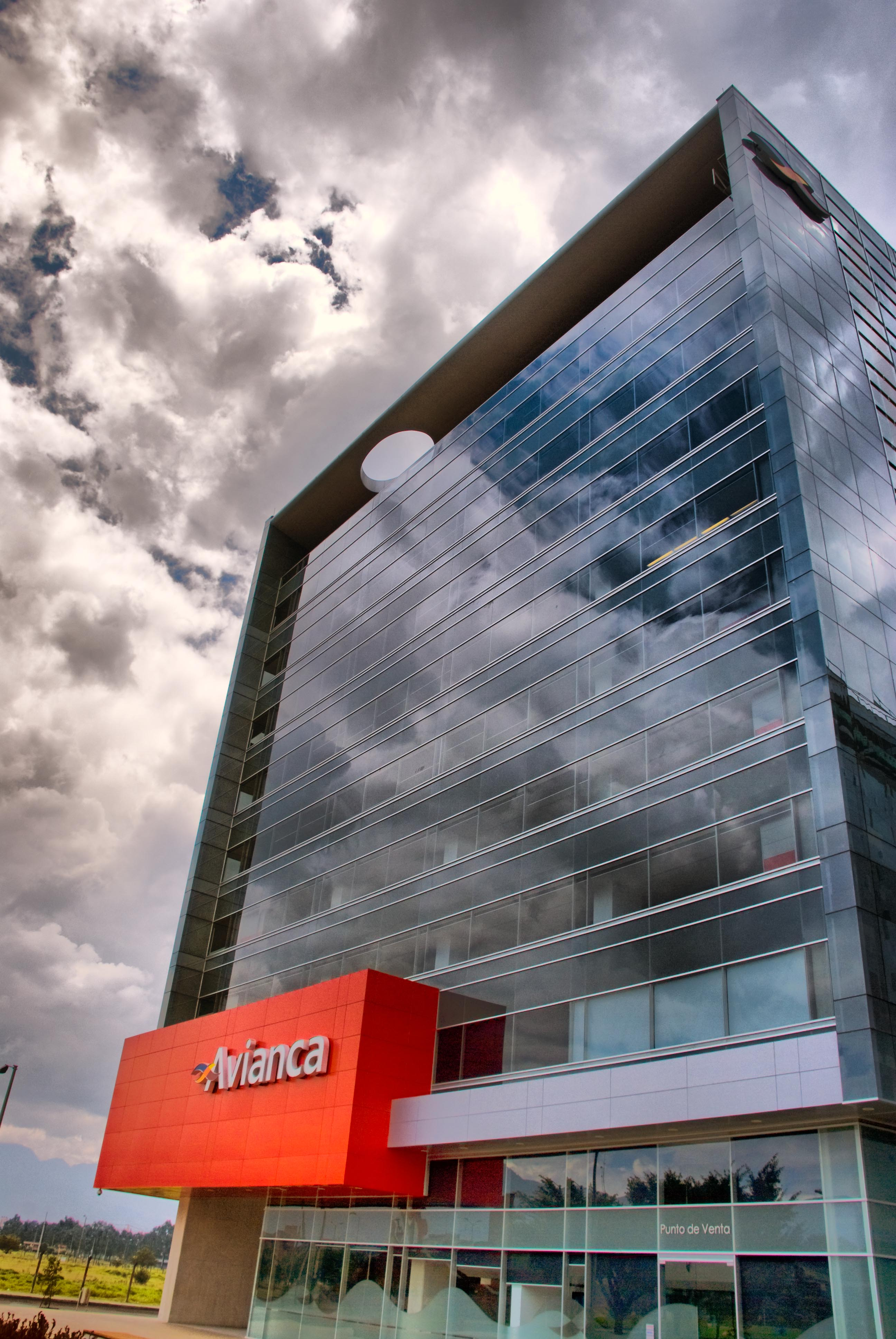
アビアンカ航空の本部

アビアンカ航空（アビアンカこうくう、AVIANCA、Aerovías del Continente Americano）は、コロンビアの航空会社。またアビアンカ・ブランドの航空会社をコロンビアの他、エルサルバドル、ペルー、ブラジルなどで所有・運営している。

## 概要

### 世界で2番目に古い航空会社
1919年12月5日に「SCADTA」社として創設された。現存する航空会社としてはオランダのKLMオランダ航空に次いで世界で2番目に古い航空会社であり、南北アメリカ大陸においては最古の航空会社である。2009年にTACA航空と経営統合することが発表された。
2010年11月10日、スターアライアンスへの加盟を発表。2012年6月21日、TACA航空と共に正式加盟した。

### コロンビアのフラッグキャリア

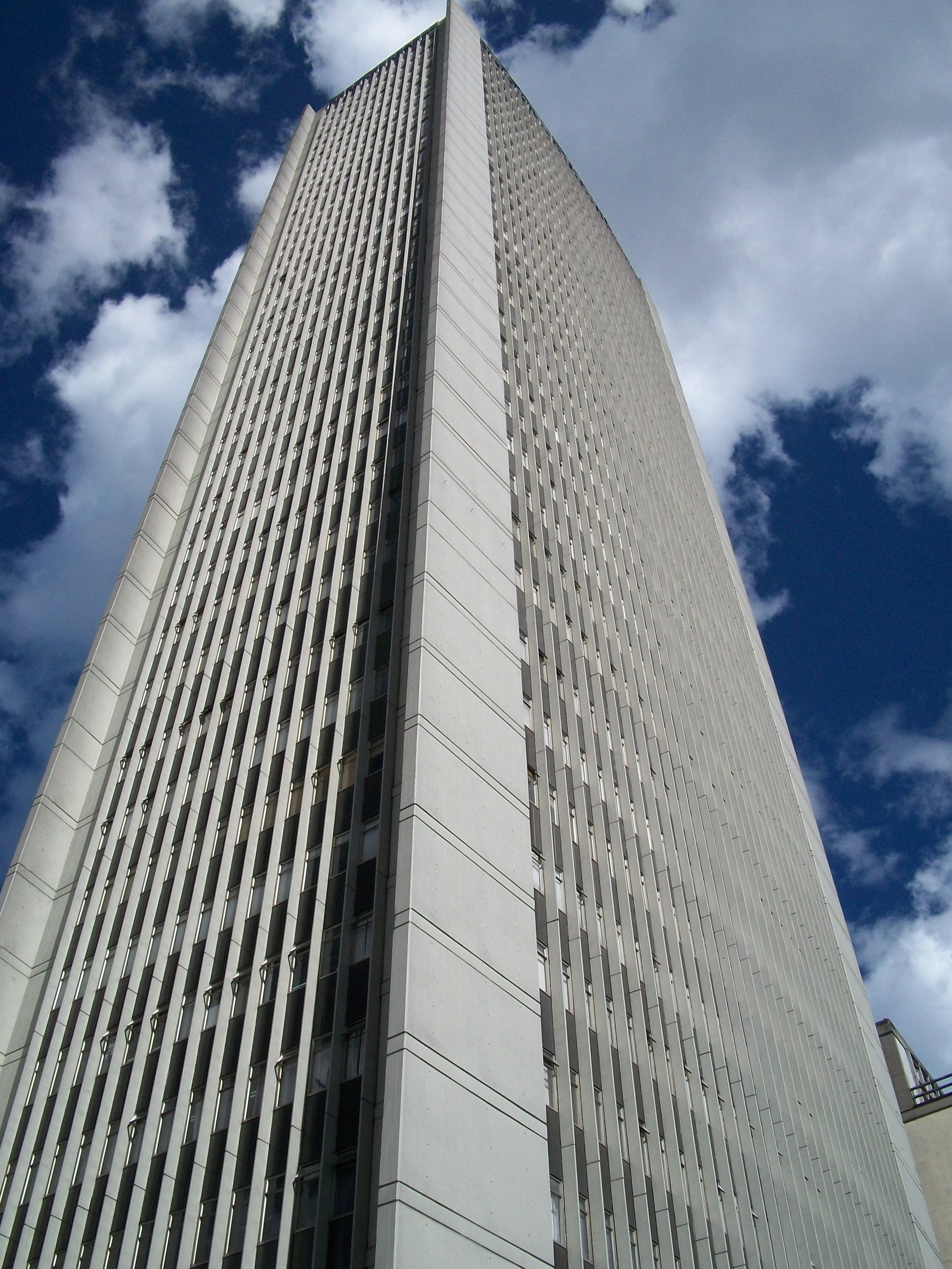
Avianca Building (1969), ボゴタ コロンビア

コロンビアのフラッグキャリアとして、現在は首都のボゴタのエルドラド国際空港をハブ空港としてコロンビア国内、中南米諸国、カリブ海周辺諸国、北アメリカ諸国、ヨーロッパ諸国に幅広い路線網を持つ。

### 持ち株会社
2010年にTACA航空との経営統合で形成されたアビアンカ・ホールディング（Avianca Holdings, S.A.）は中南米の航空会社企業連合シネルジー・エアロスペース（ブラジルのコングロマリット、シネルジー・グループ傘下）の子会社で、本社はコロンビアのボゴタに置いている。現在、アビアンカ航空を初め、アビアンカ・ブランドの航空会社をコロンビア、エルサルバドル、コスタリカ、ブラジル、ペルーなどで所有している。株式はコロンビア証券取引所とニューヨーク証券取引所に上場している。しかし2020年5月、新型コロナの世界的大流行で連邦倒産法第11章の適用をニューヨーク南部連邦地裁に申請した。負債総額は2019年末時点で49億米ドル。

## 機材

### 現在の保有機材
アビアンカ航空向けに製造したボーイング製航空機の顧客番号（カスタマーコード）は59で、727-259、747-259Bなどとなる。
| 機材             | 運用中 | 発注数 | 座席数 | 座席数 | 座席数 | 座席数 | 座席数 | 備考                 |
| 機材             | 運用中 | 発注数 | C      | W      | Y+     | Y      | 合計   | 備考                 |
| ---------------- | ------ | ------ | ------ | ------ | ------ | ------ | ------ | -------------------- |
| エアバスA319-100 | 7      | -      | -      | 12     | 48     | 84     | 144    |                      |
| エアバスA320-200 | 67     | -      | -      | 12     | 60     | 108    | 180    |                      |
| エアバスA320neo  | 37     | 88     | -      | 12     | 60     | 108    | 180    | 50機のオプション付き |
| エアバスA320neo  | 37     | 88     | -      | -      | -      | 188    | 188    | 50機のオプション付き |
| ボーイング787-8  | 16     | -      | 28     | -      | -      | 222    | 250    |                      |
| ボーイング787-8  | 16     | -      | 32     | -      | -      | 259    | 291    |                      |
| 計               | 127    | 88     |        |        |        |        |        |                      |

### 過去の保有機材
- エアバスA318-100
- エアバスA321-200
- エアバスA321neo
- エアバスA330-200/300
- ATR 72-600
- ビーチクラフト スタッガーウィング
- ボーイング247D
- ボーイング707-120/320
- ボーイング720
- ボーイング727-100/200
- ボーイング737-100
- ボーイング747-100/100SF/200M
- ボーイング757-200
- ボーイング767-200ER/300ER
- ボーイング787-9
- PBY カタリナ
- カーチス T-32
- カーチス C-46 コマンド－
- デ・ハビランド DH.60 モス
- ドルニエ Do J
- ドルニエ コメット
- ダグラス C-47 スカイトレイン
- ダグラス C-54 スカイマスター
- ダグラス DC-2
- ダグラス DC-3
- ダグラス DC-4
- フォッカー 50
- フォッカー 100
- フォッカー ユニバーサル
- フォード トライモータ
- ジェネラル・アヴィエーション GA-43
- アブロ 748
- IAI ウェストウィンド
- ユンカース F.13
- ユンカース W.33
- ユンカース W.34
- ユンカース F.13
- ロッキード L-749A コンステレーション/L-1049E スーパーコンステレーション
- マクドネル・ダグラス MD-11
- マクドネル・ダグラス MD-83
- シコルスキー S-38
- シコルスキー S-41

### ギャラリー

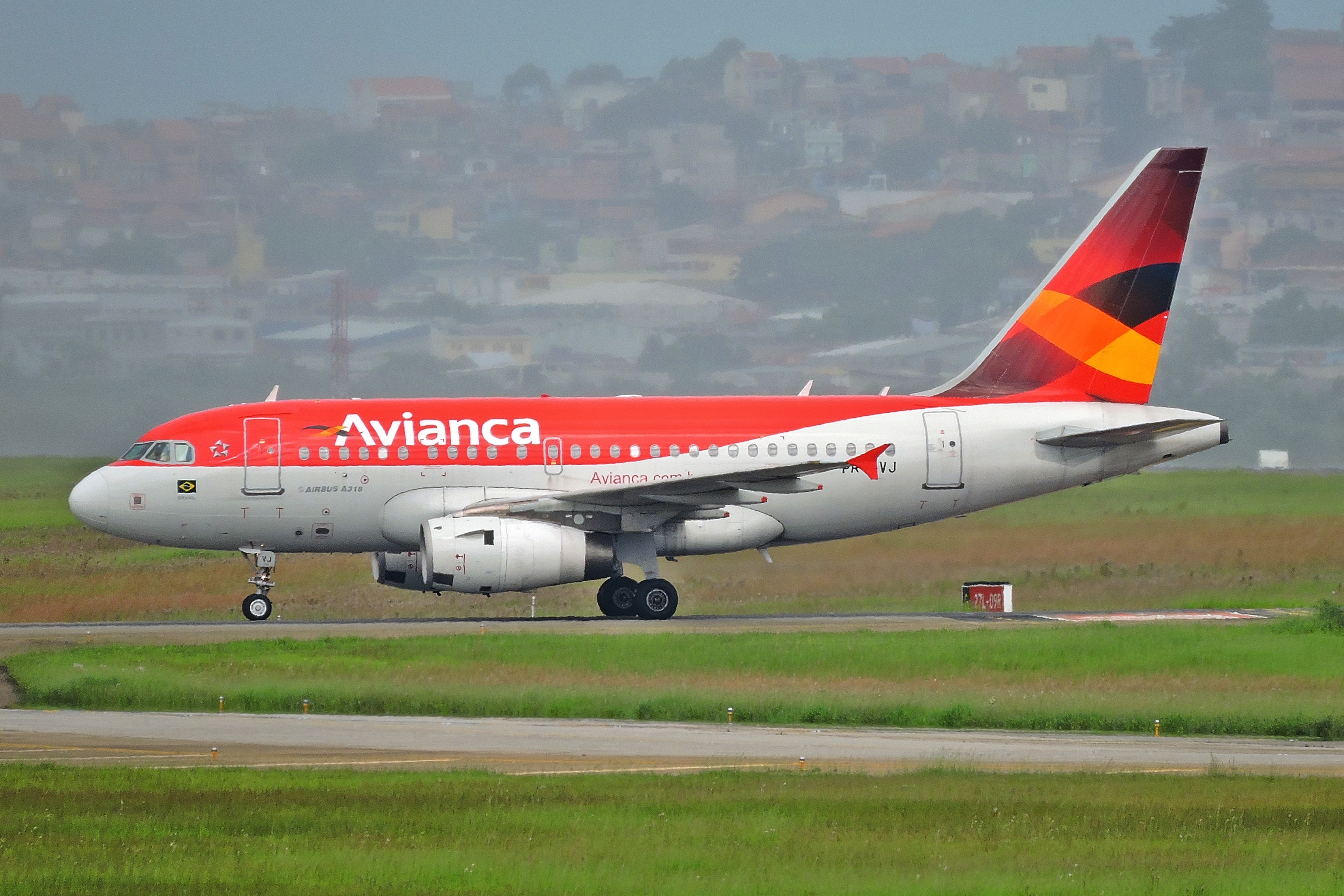
エアバスA318-100
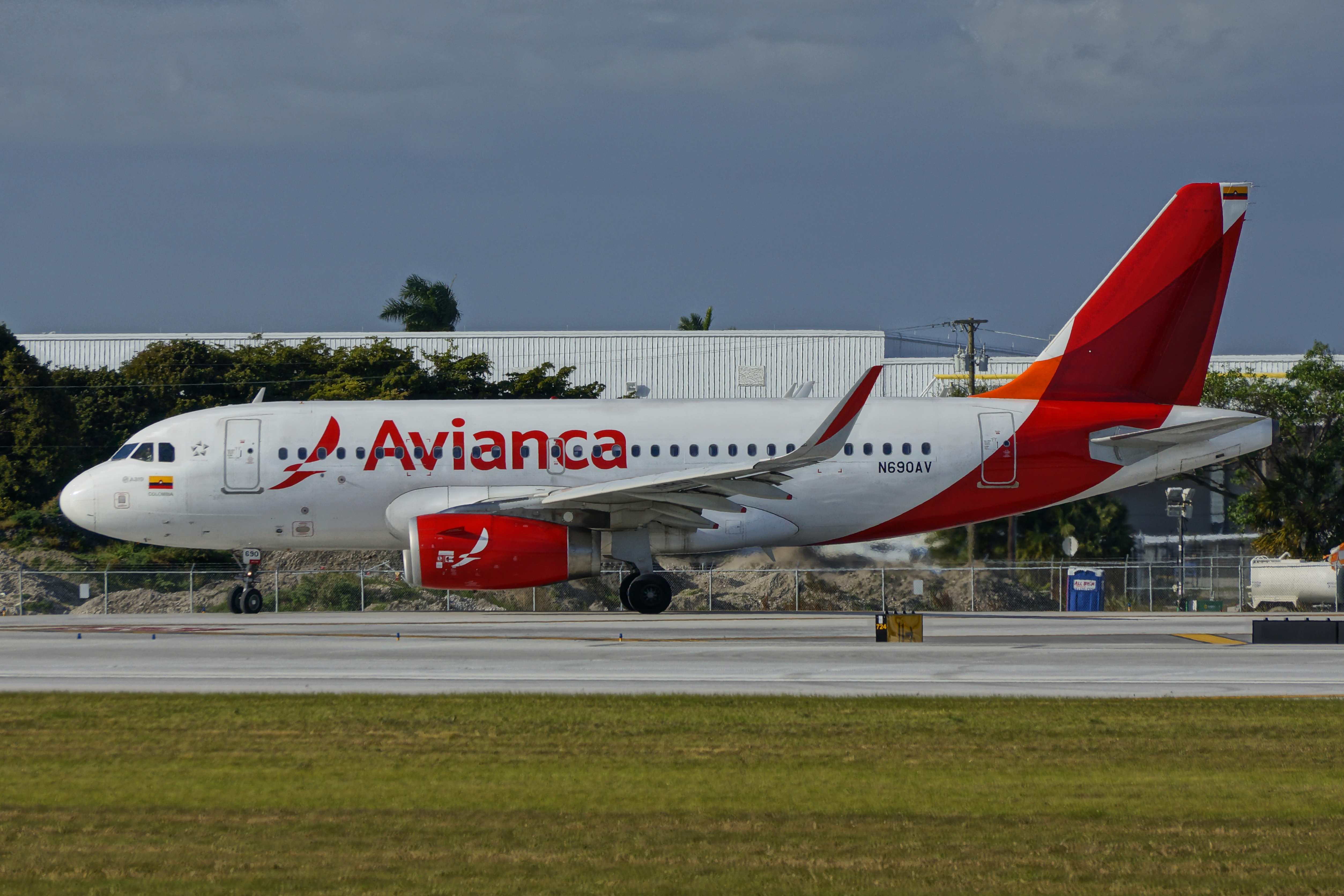
エアバスA319-100
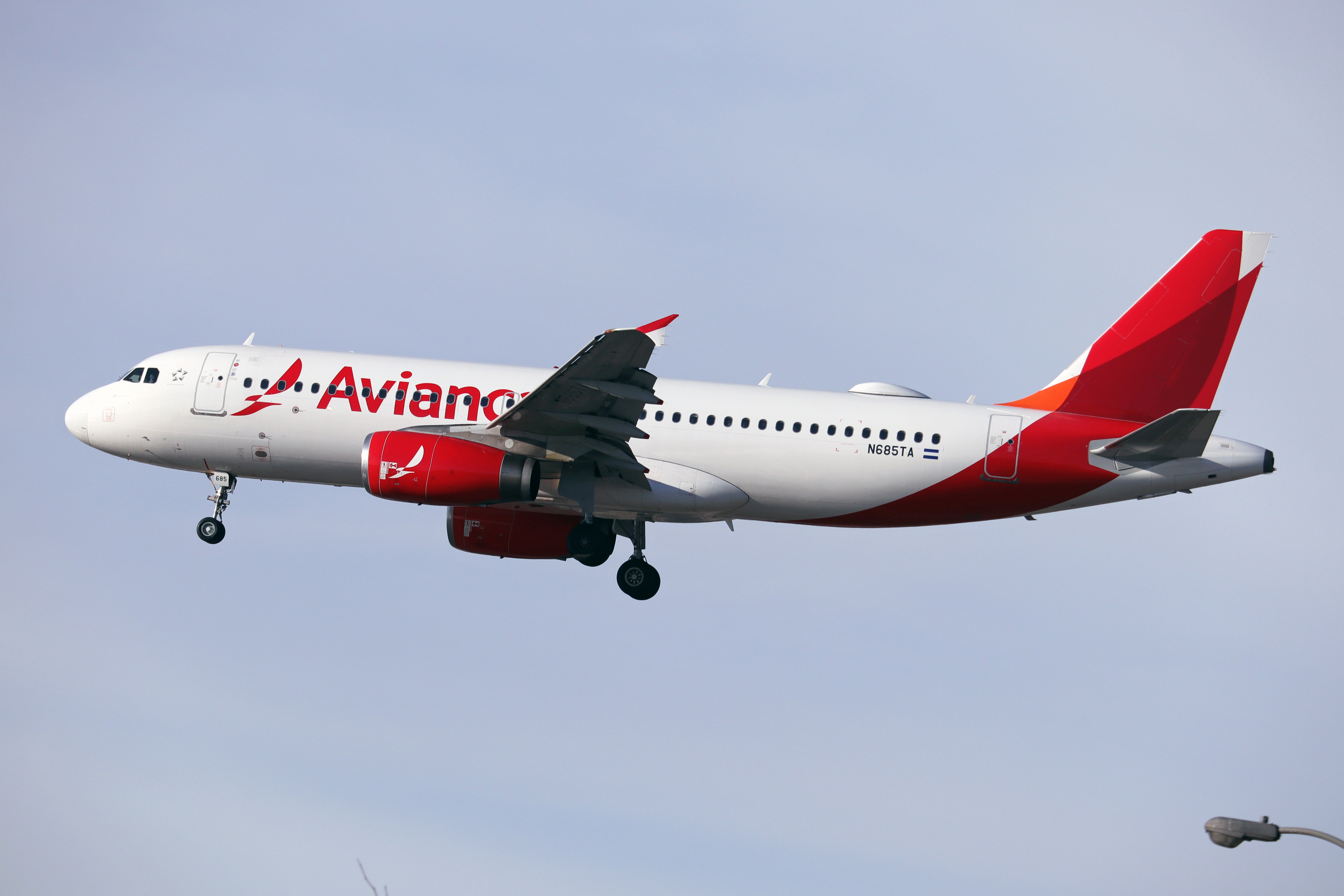
エアバスA320-200
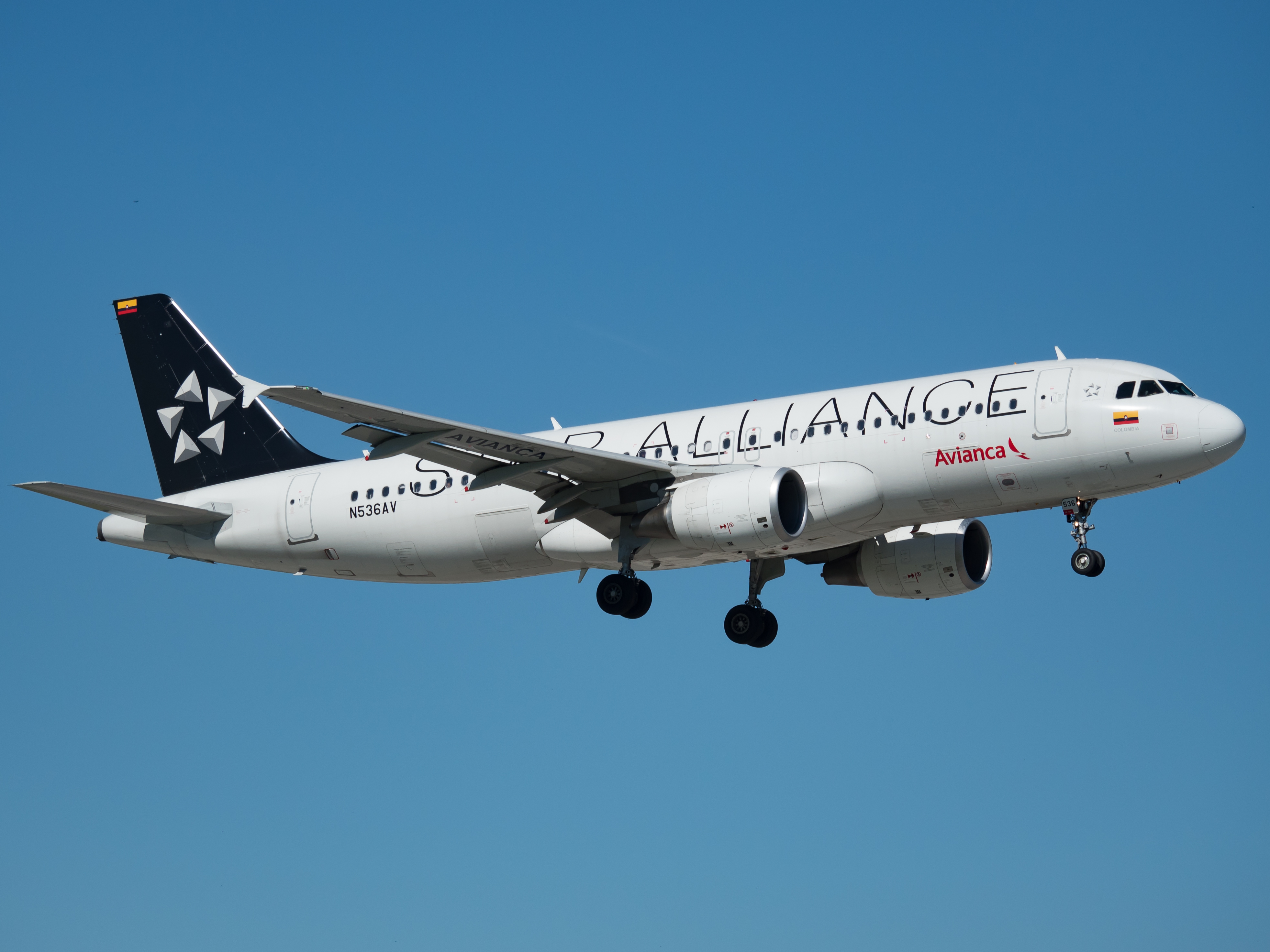
エアバスA320-200（スターアライアンス塗装）
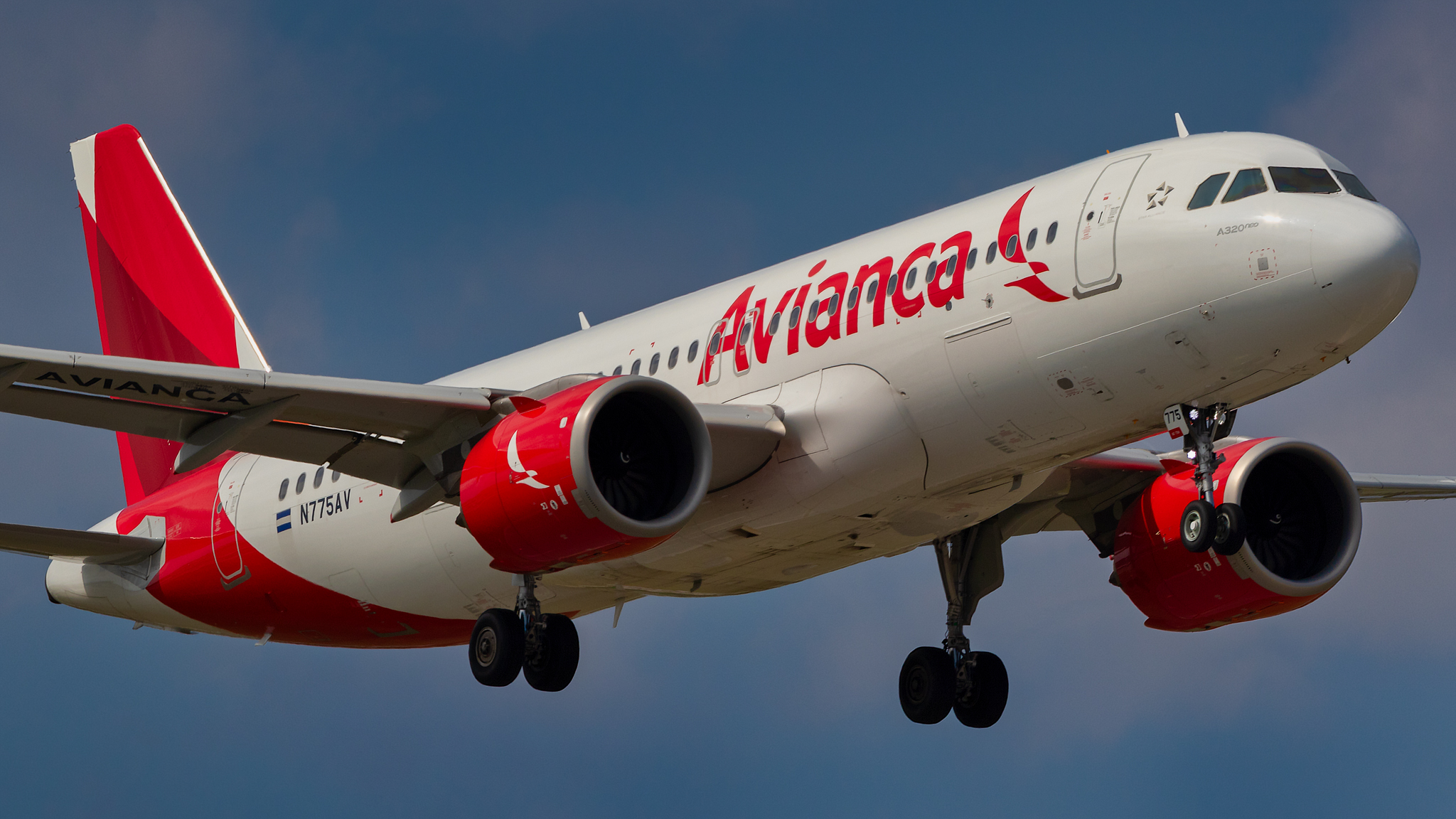
エアバスA320neo
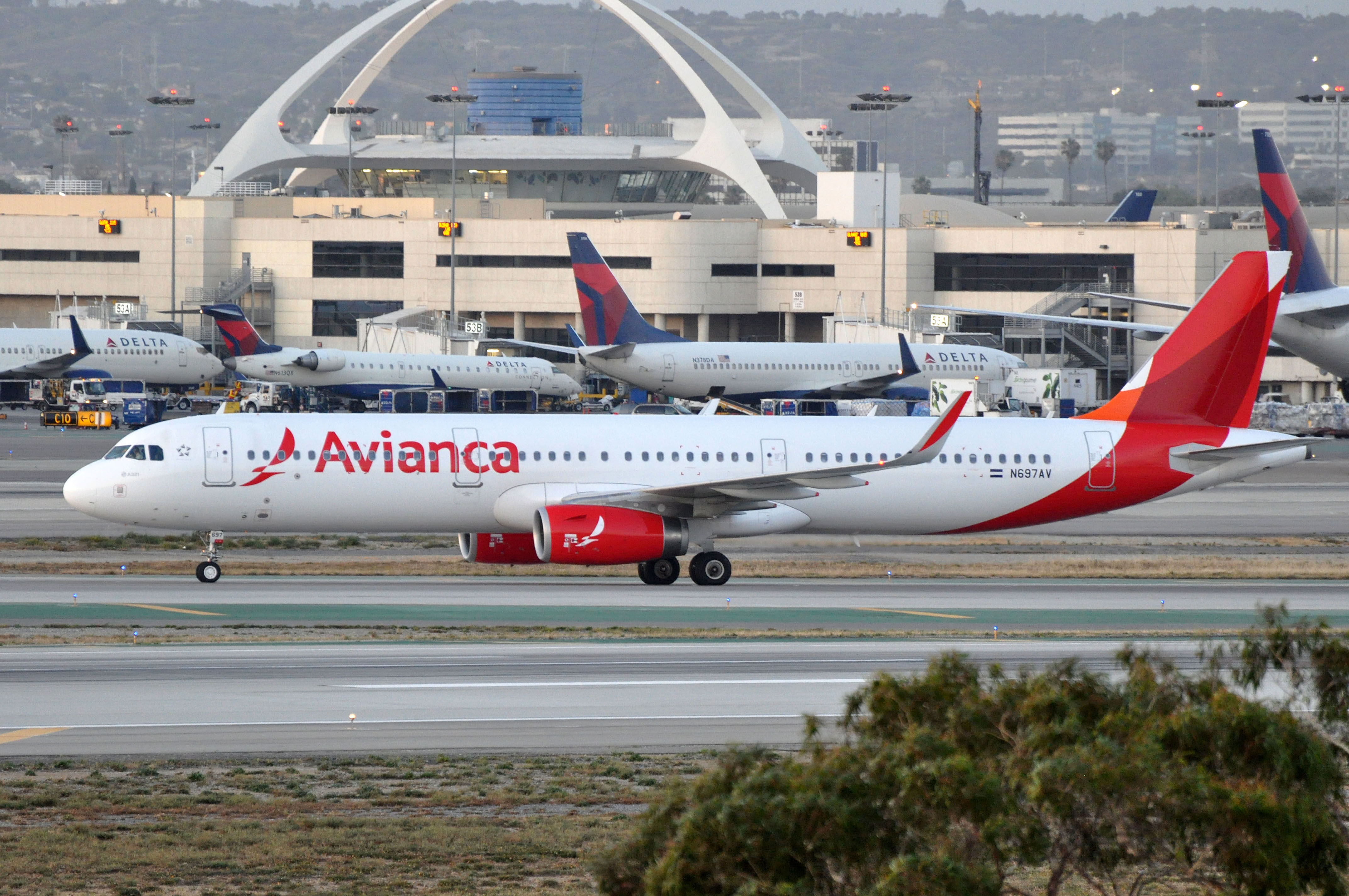
エアバスA321-200
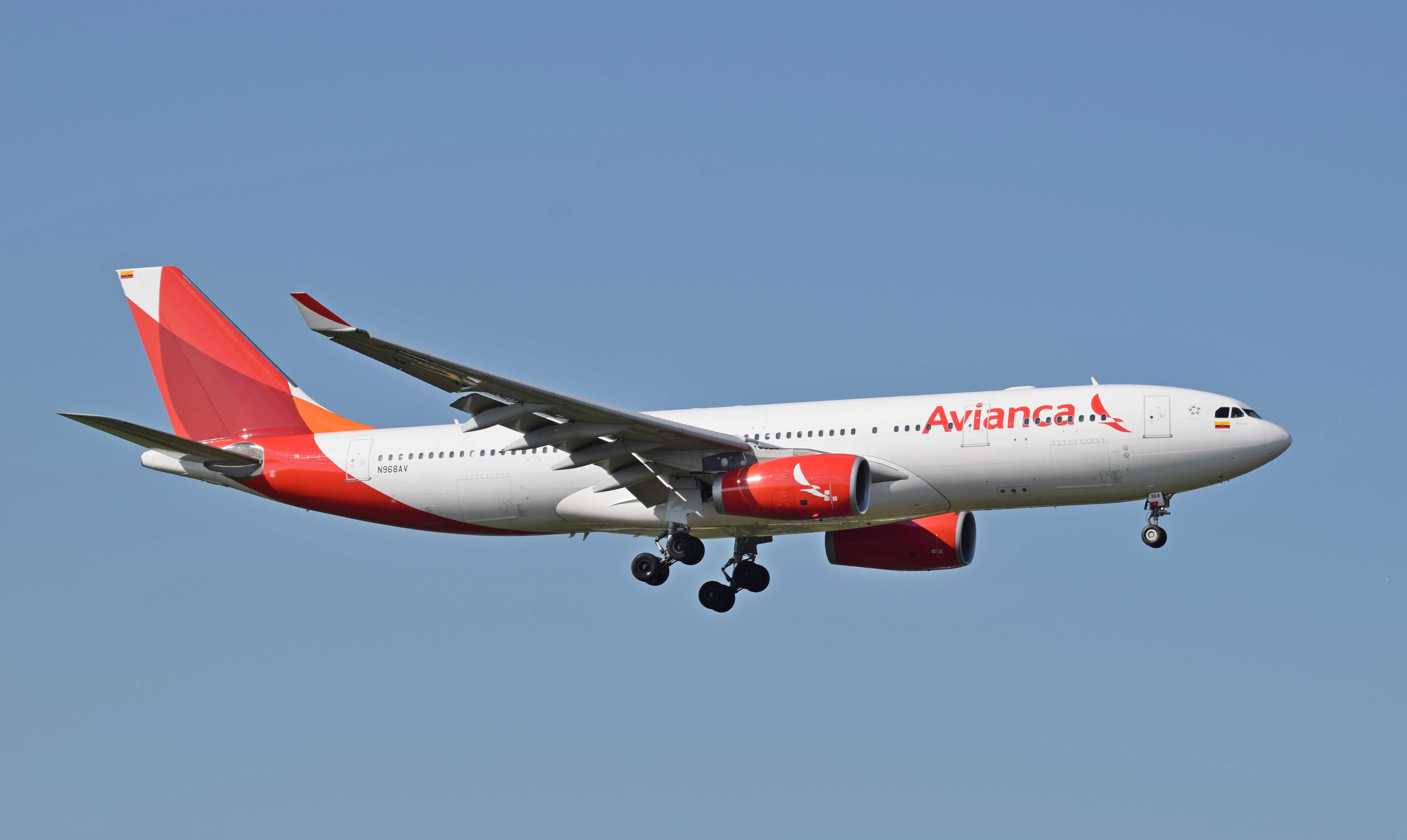
エアバスA330-200
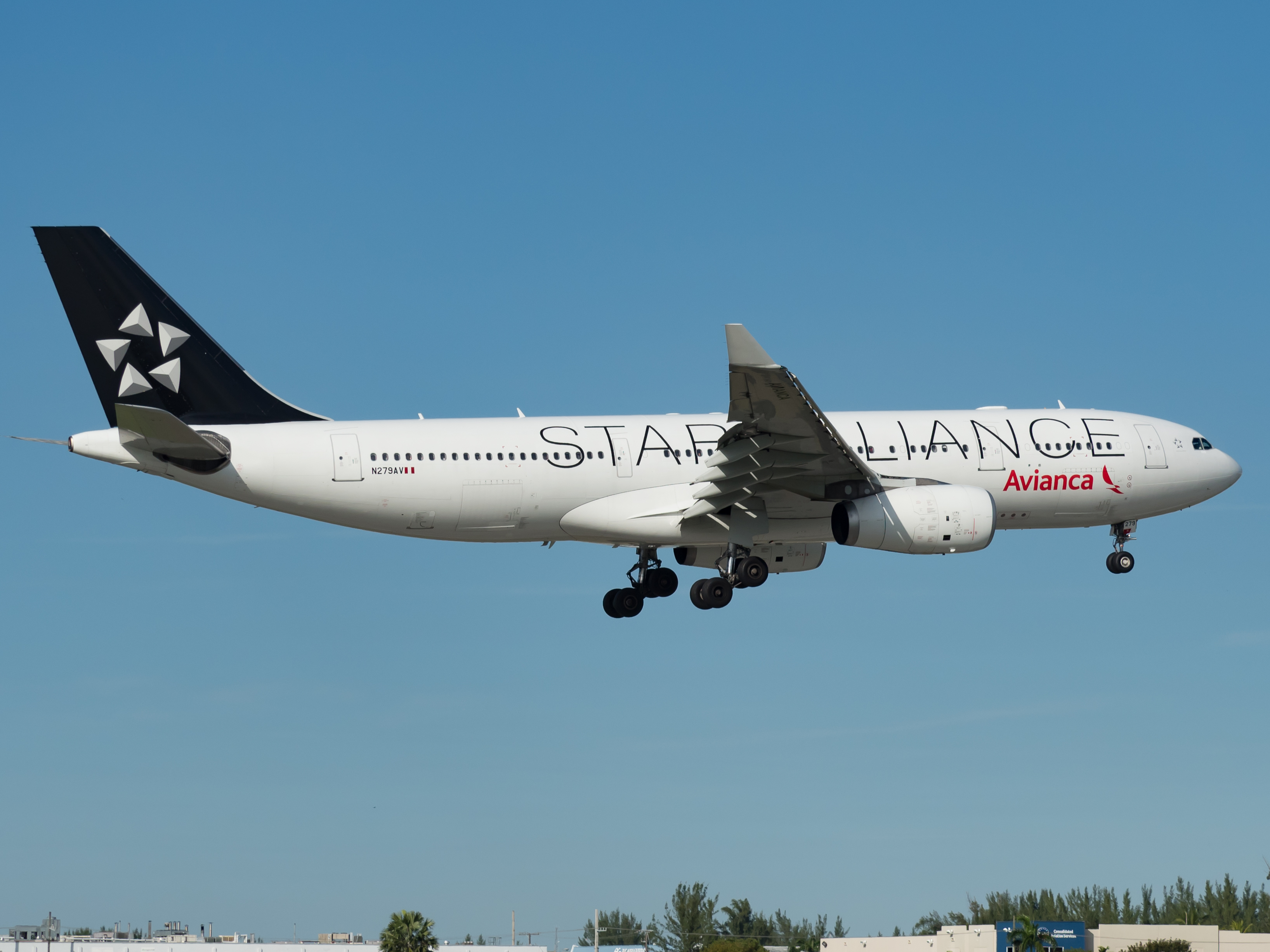
エアバスA330-200（スターアライアンス塗装）
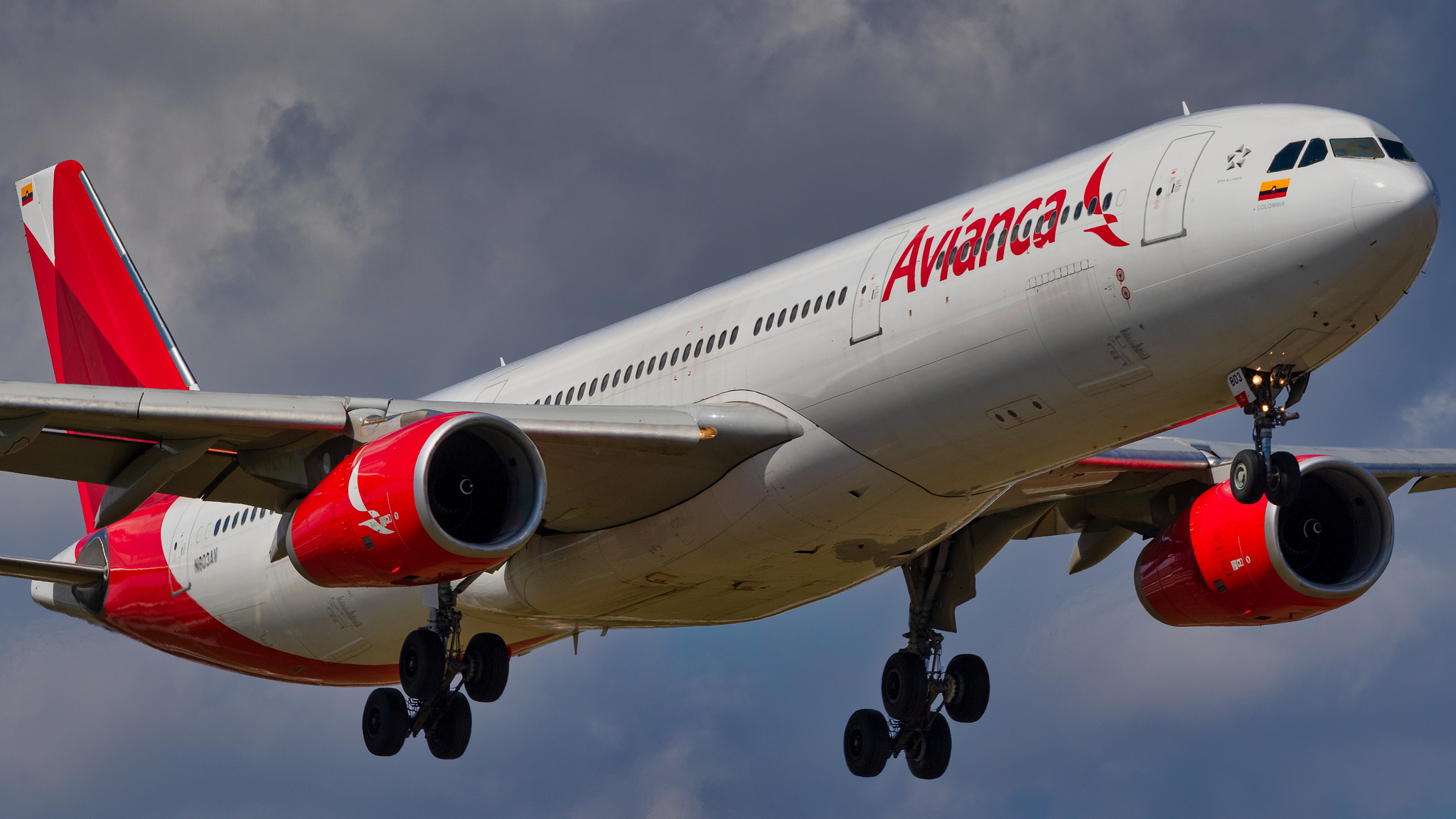
エアバスA330-300
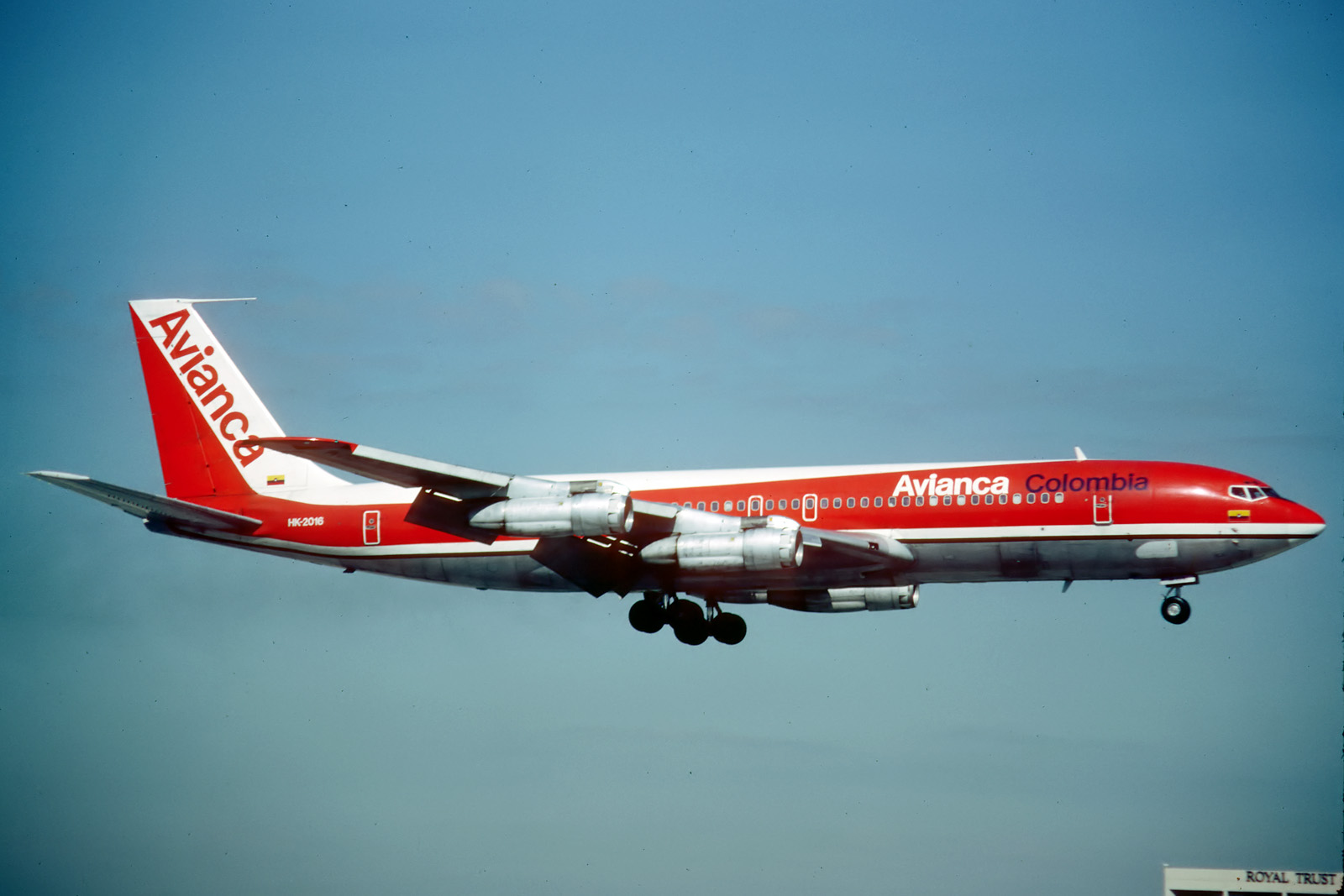
ボーイング707-320B
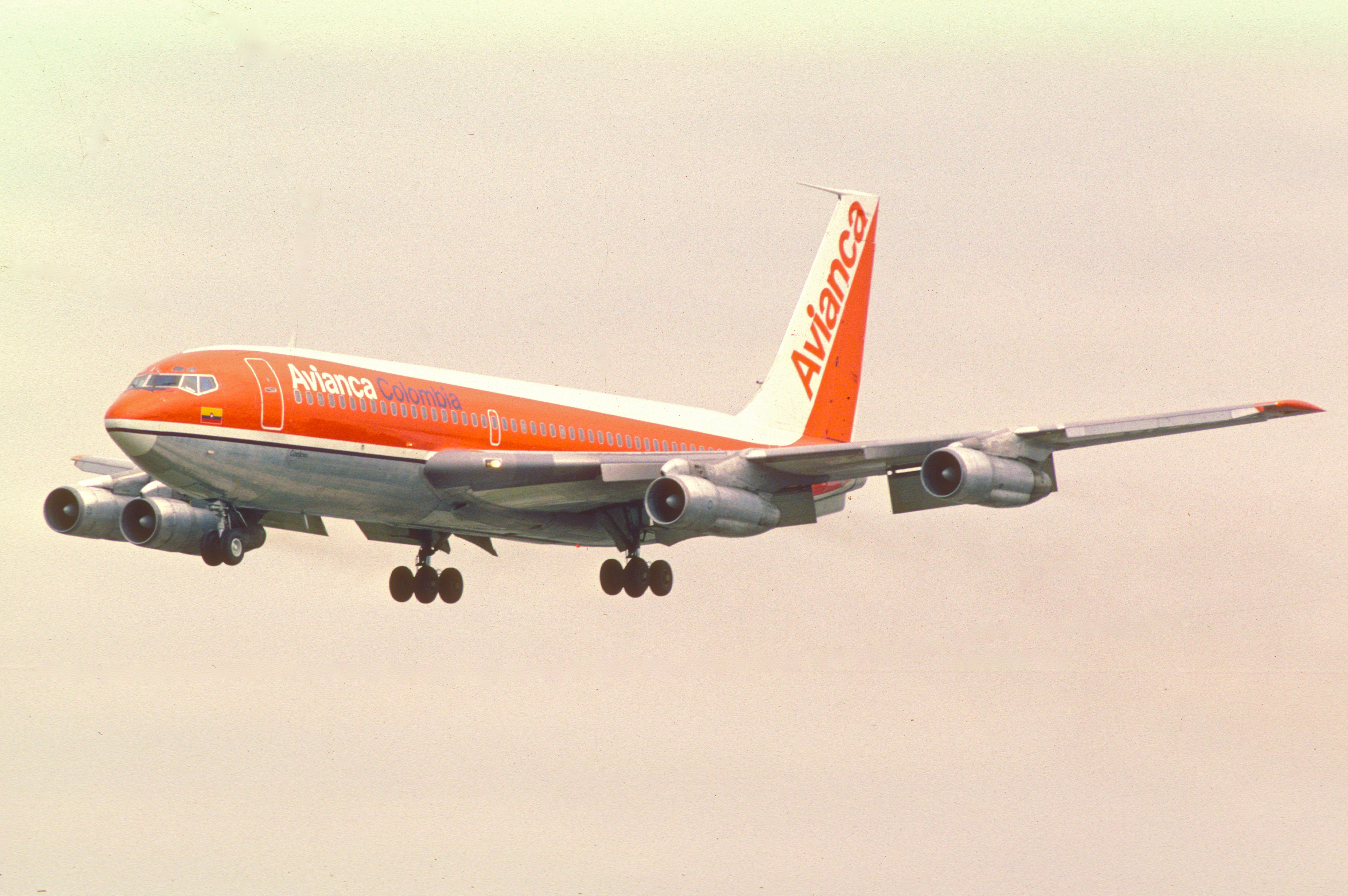
ボーイング720
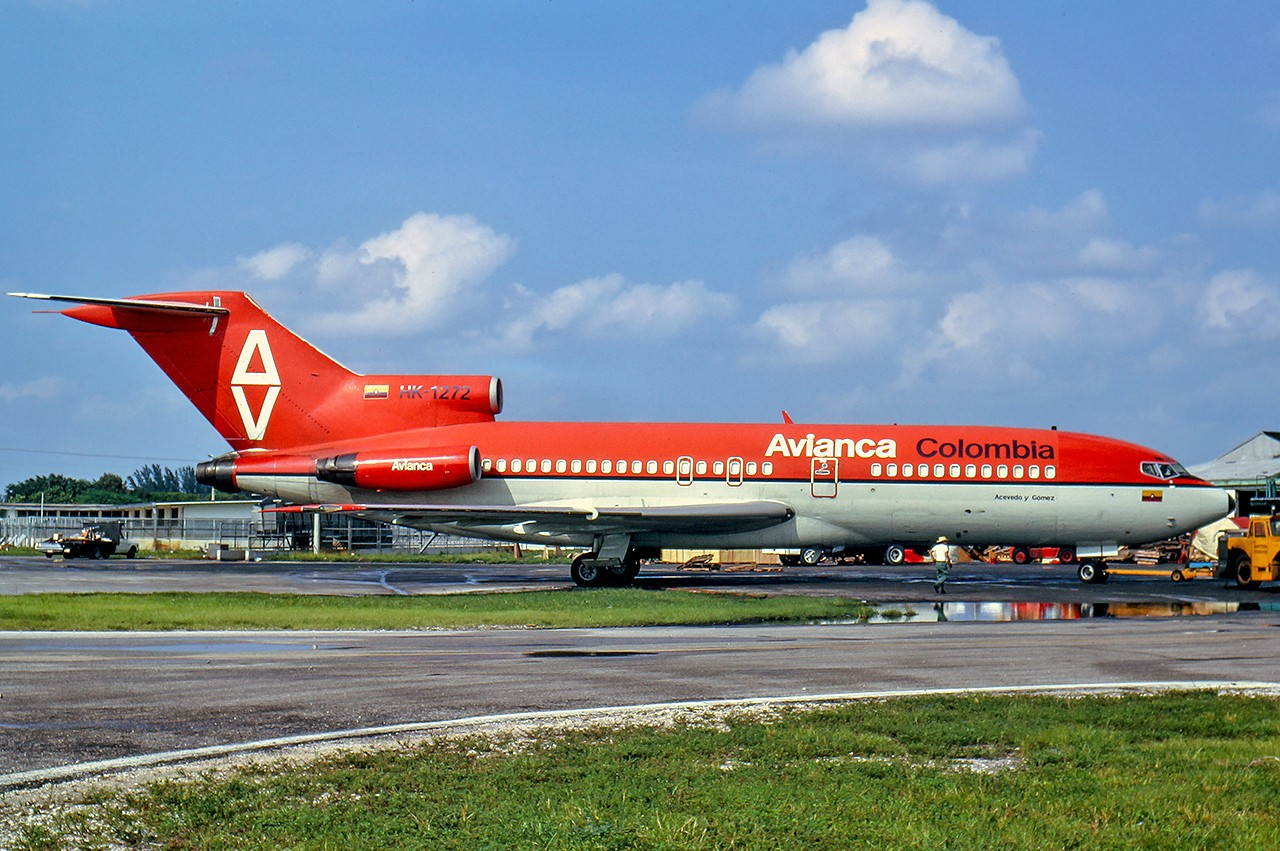
ボーイング727-100
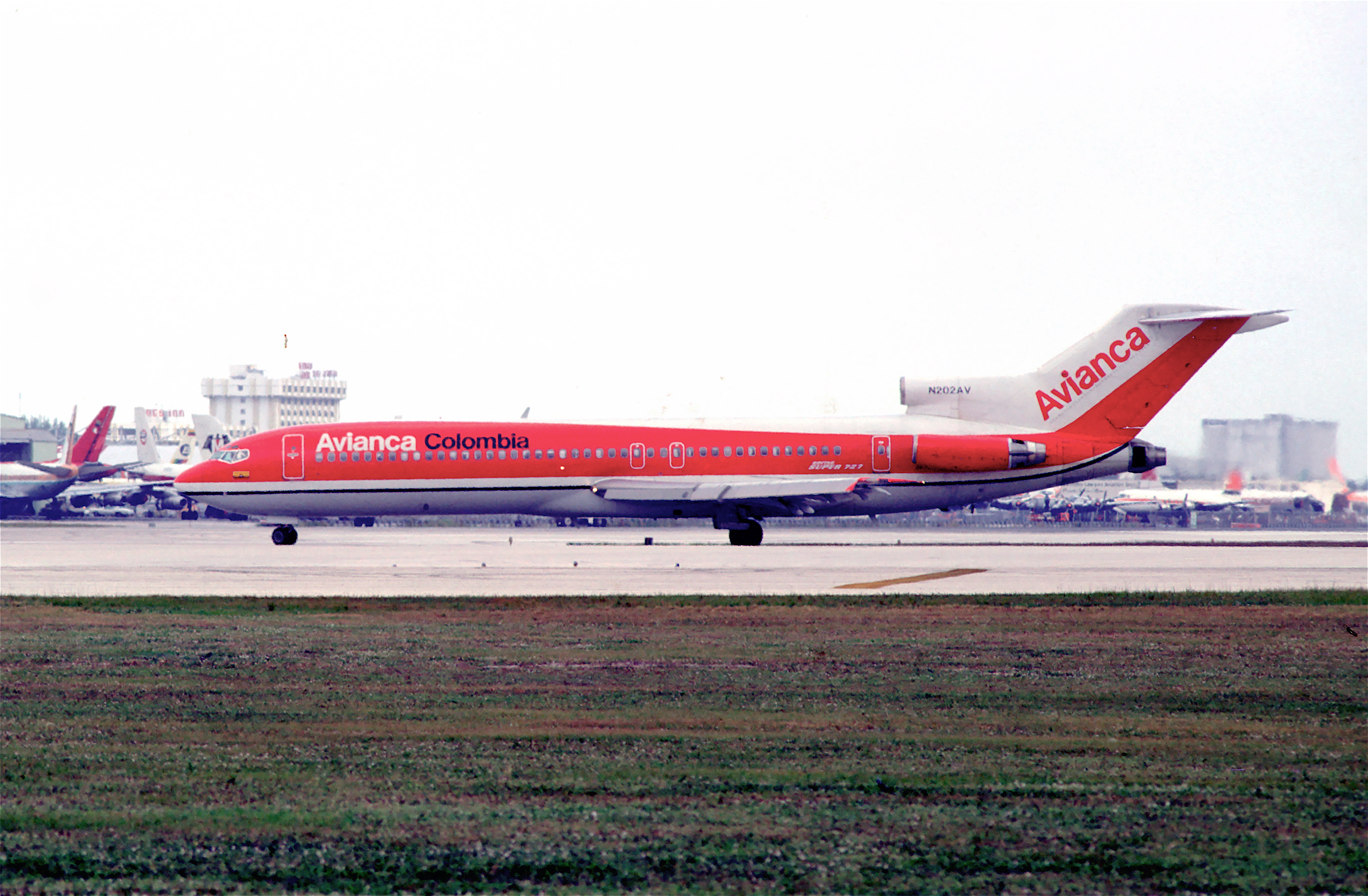
ボーイング727-200adv
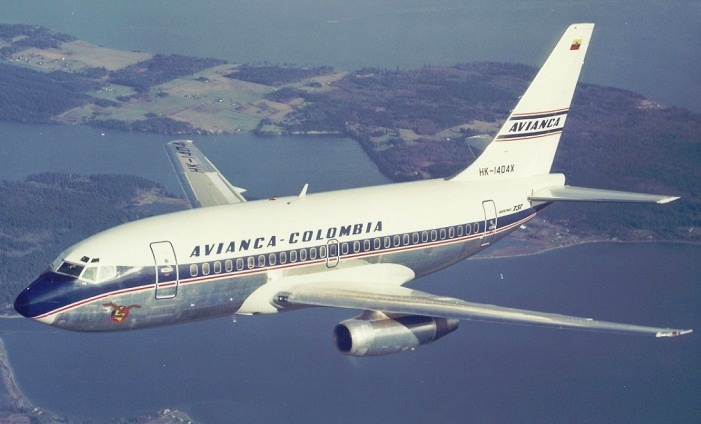
ボーイング737-100
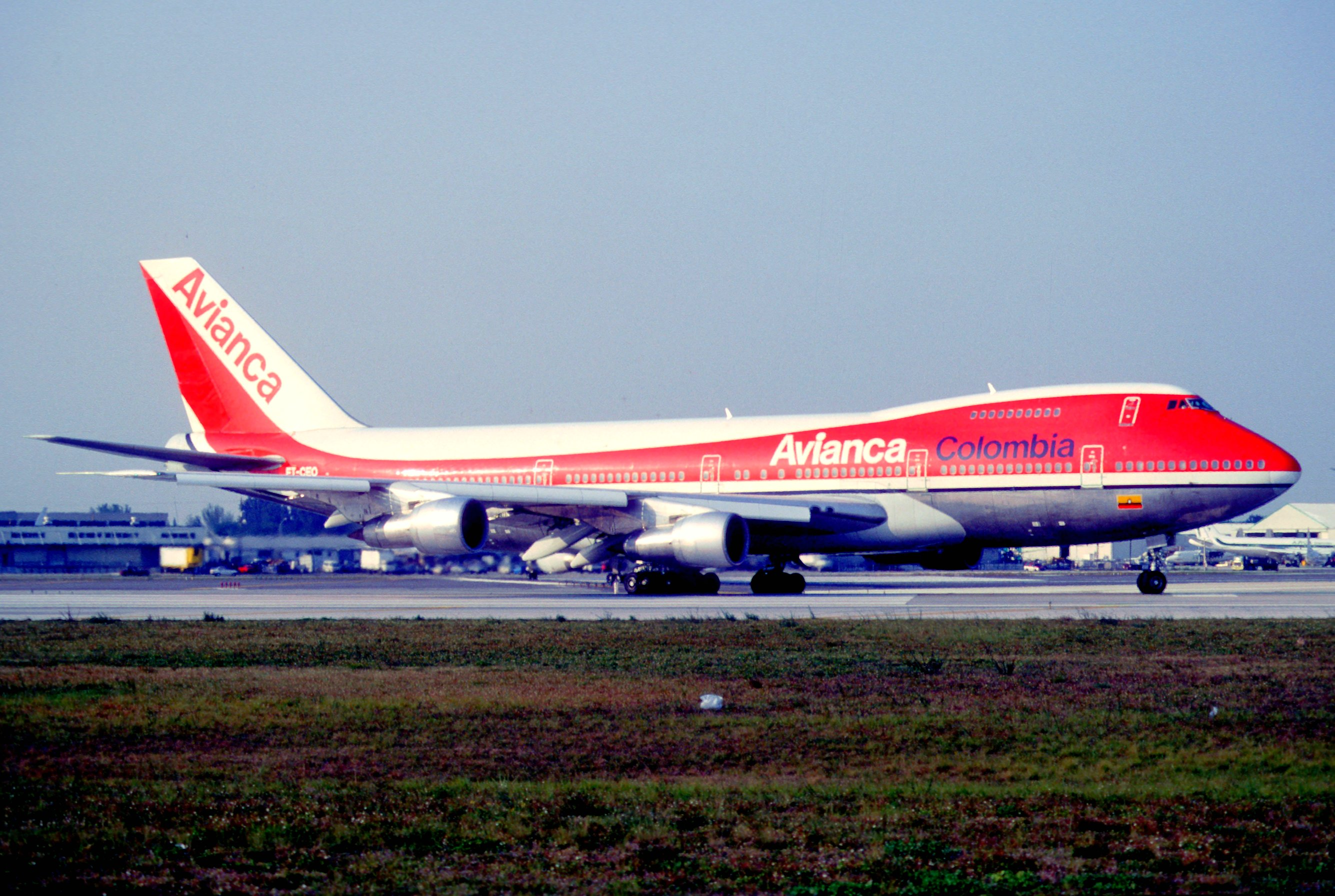
ボーイング747-200B(M)
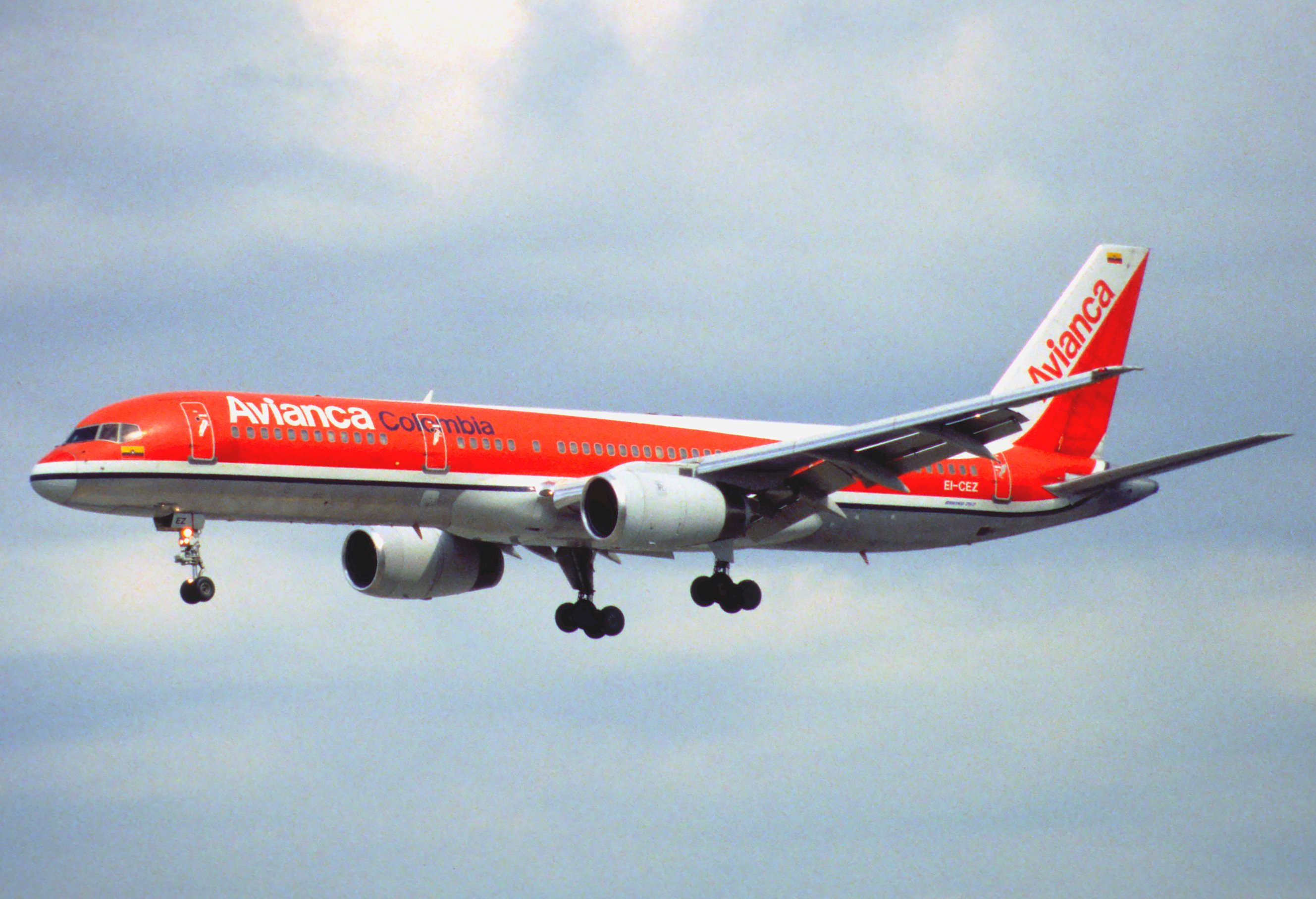
ボーイング757-200
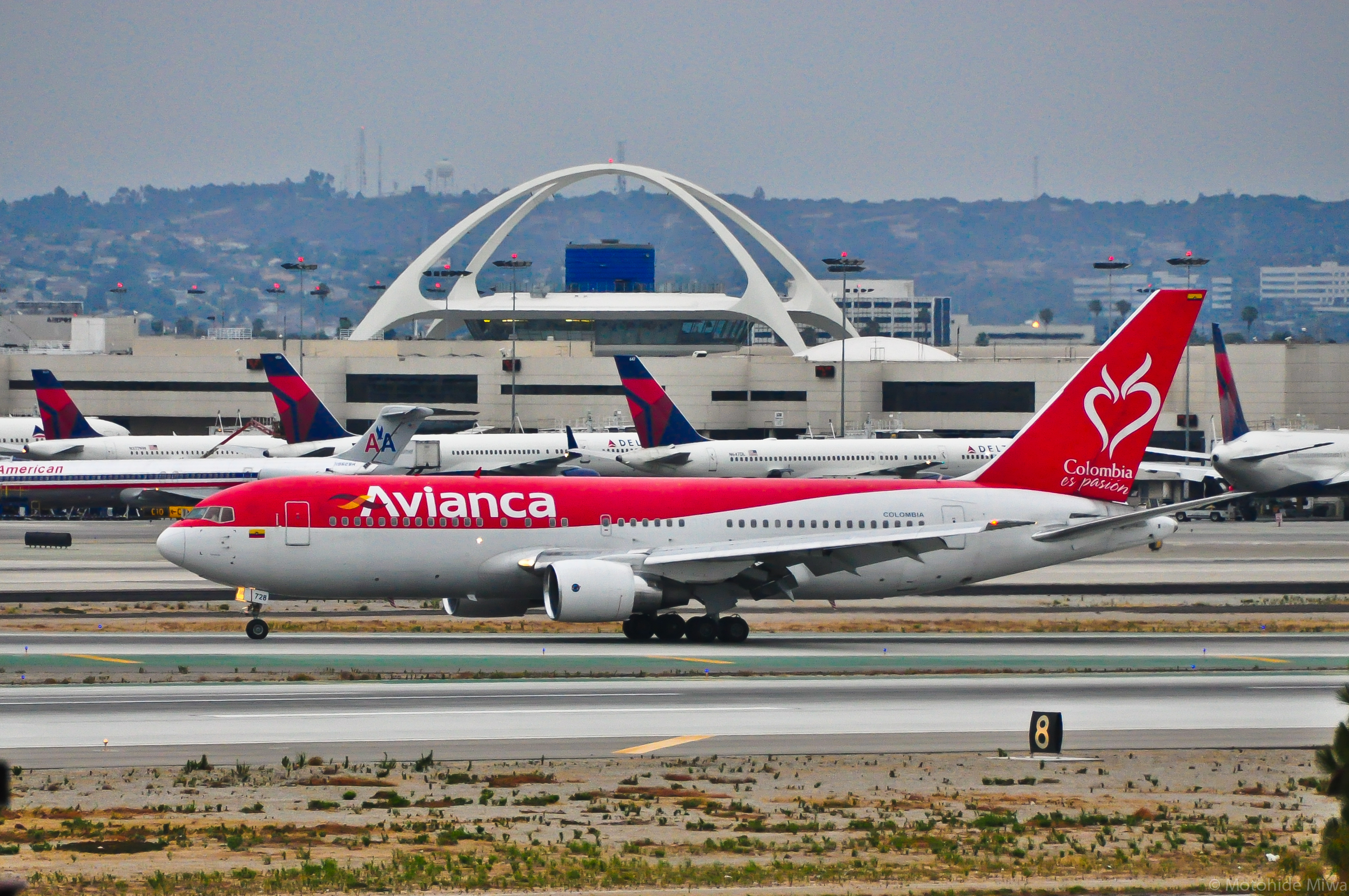
ボーイング767-200ER
ボーイング767-300ER
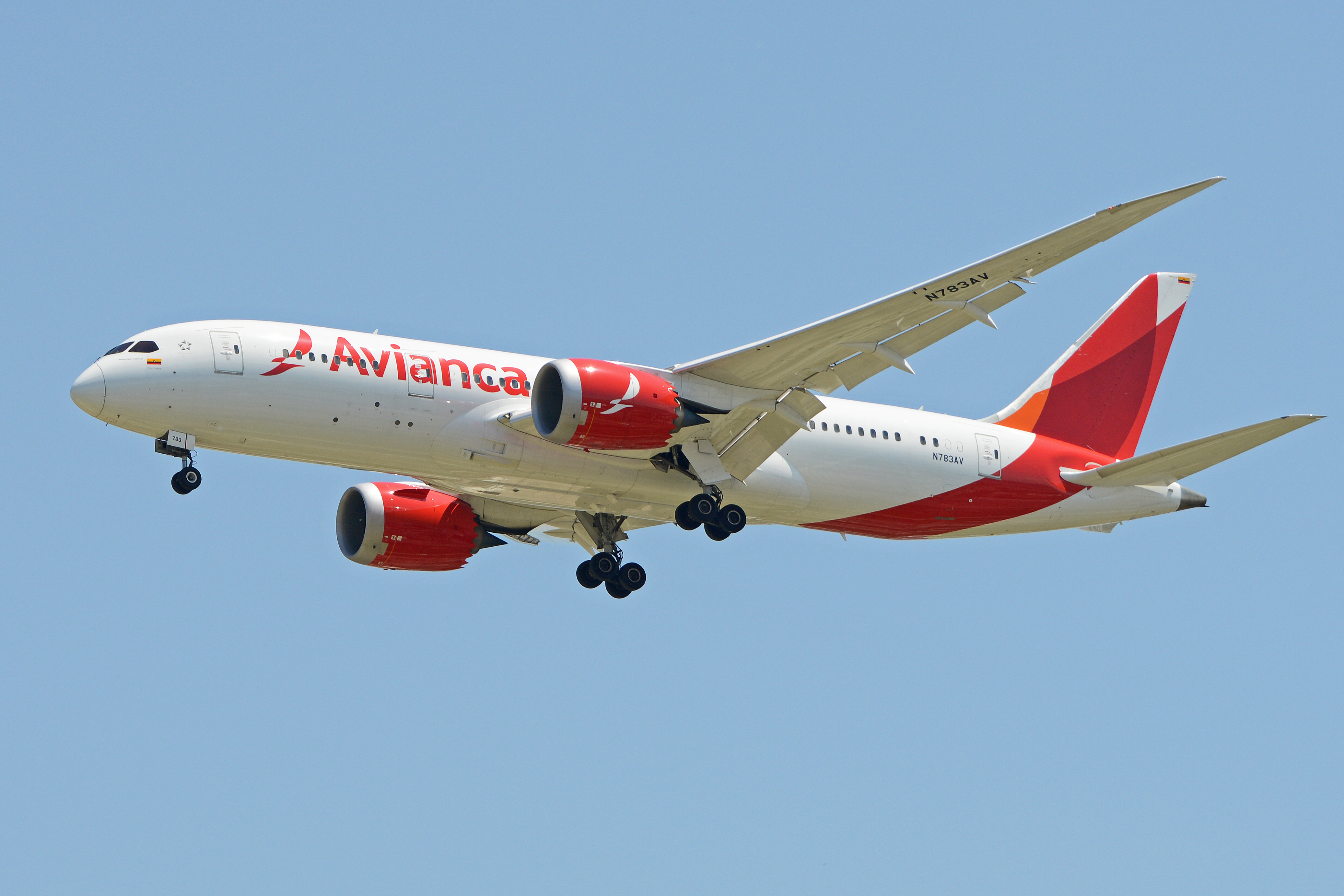
ボーイング787-8
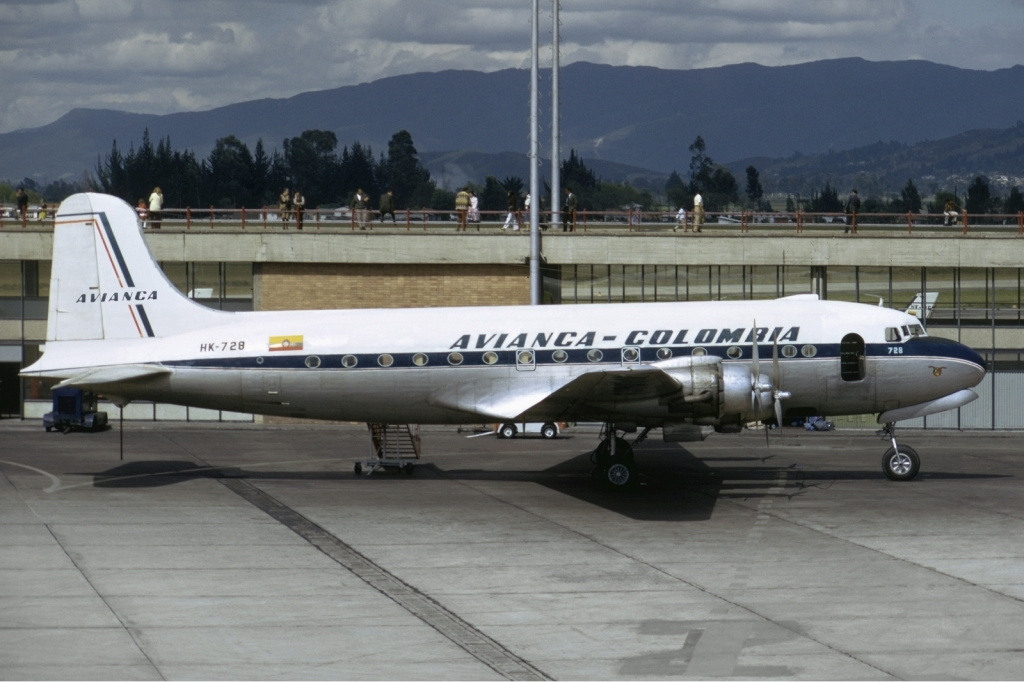
ダグラス DC-4
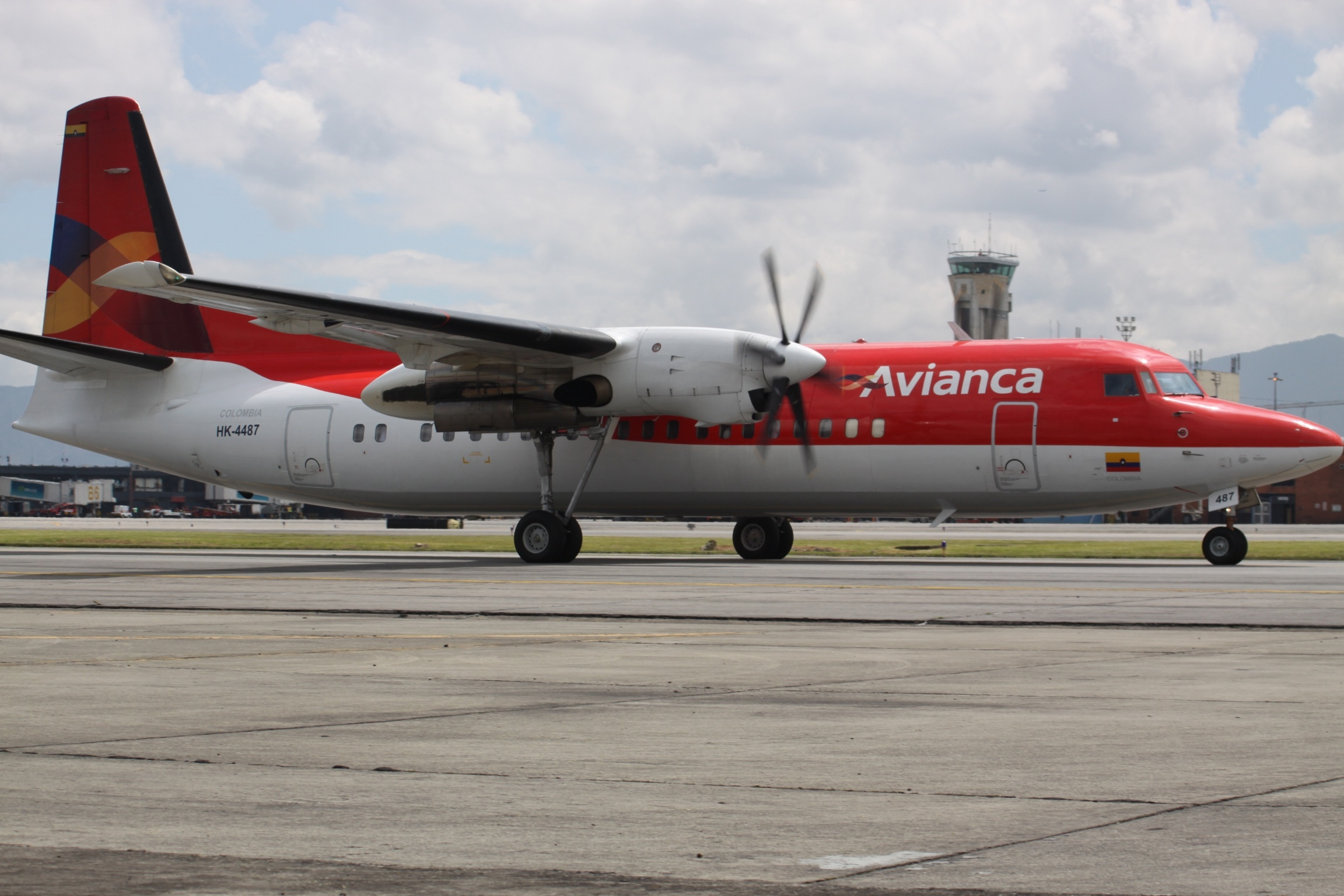
フォッカー 50
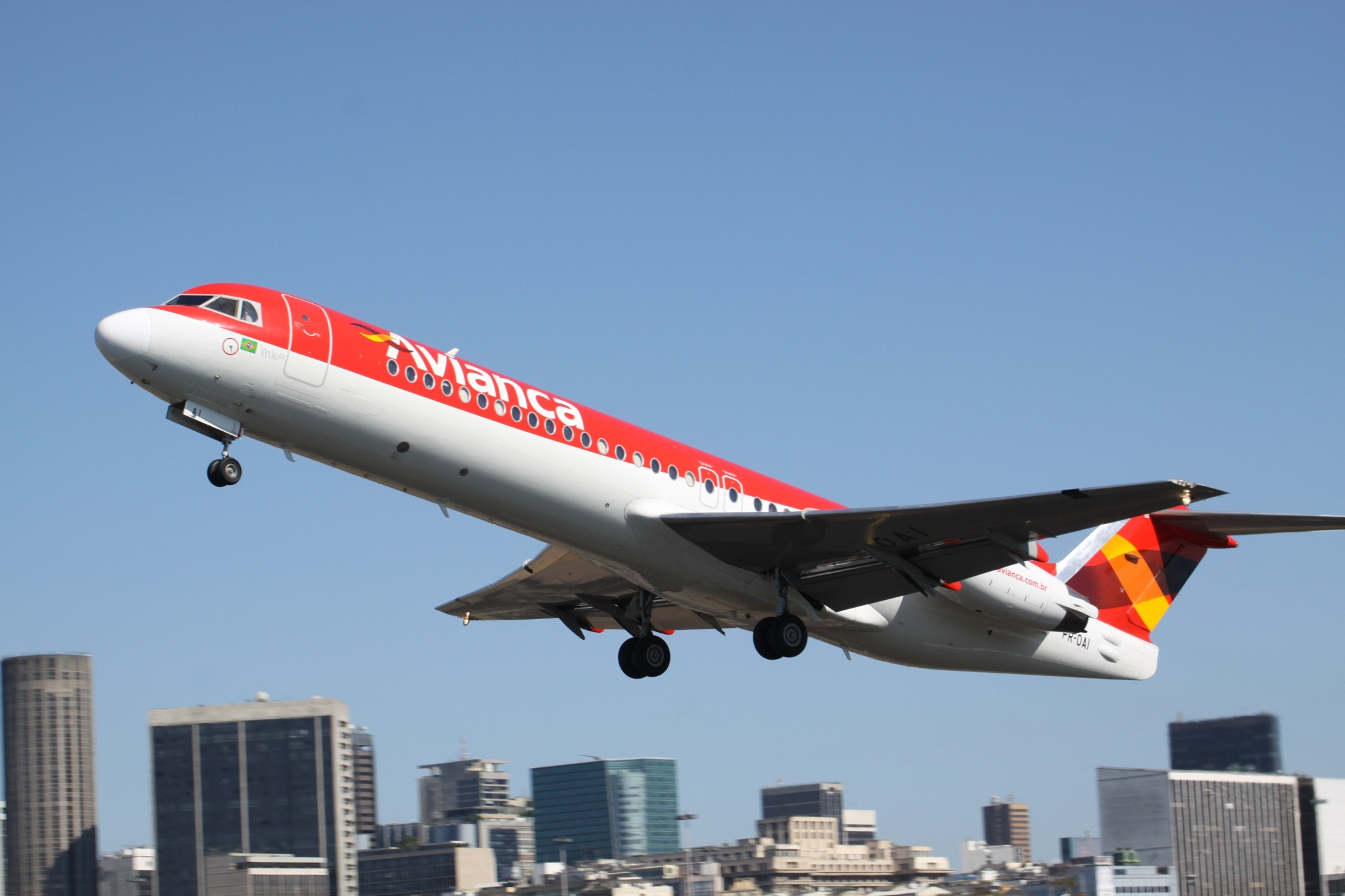
フォッカー 100
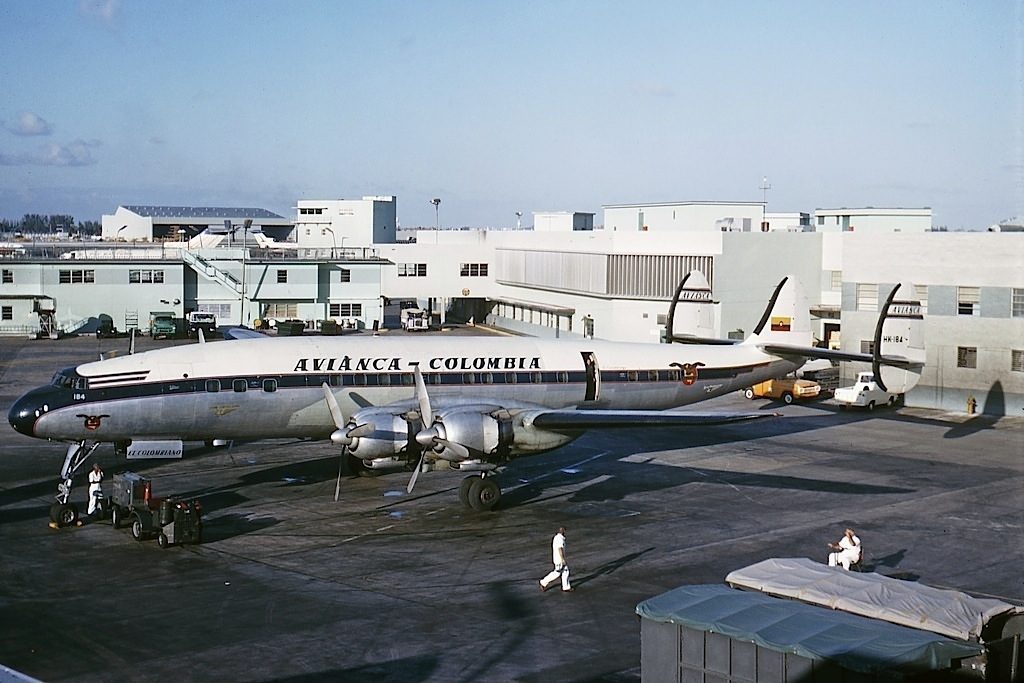
ロッキード L-1049E スーパーコンステレーション
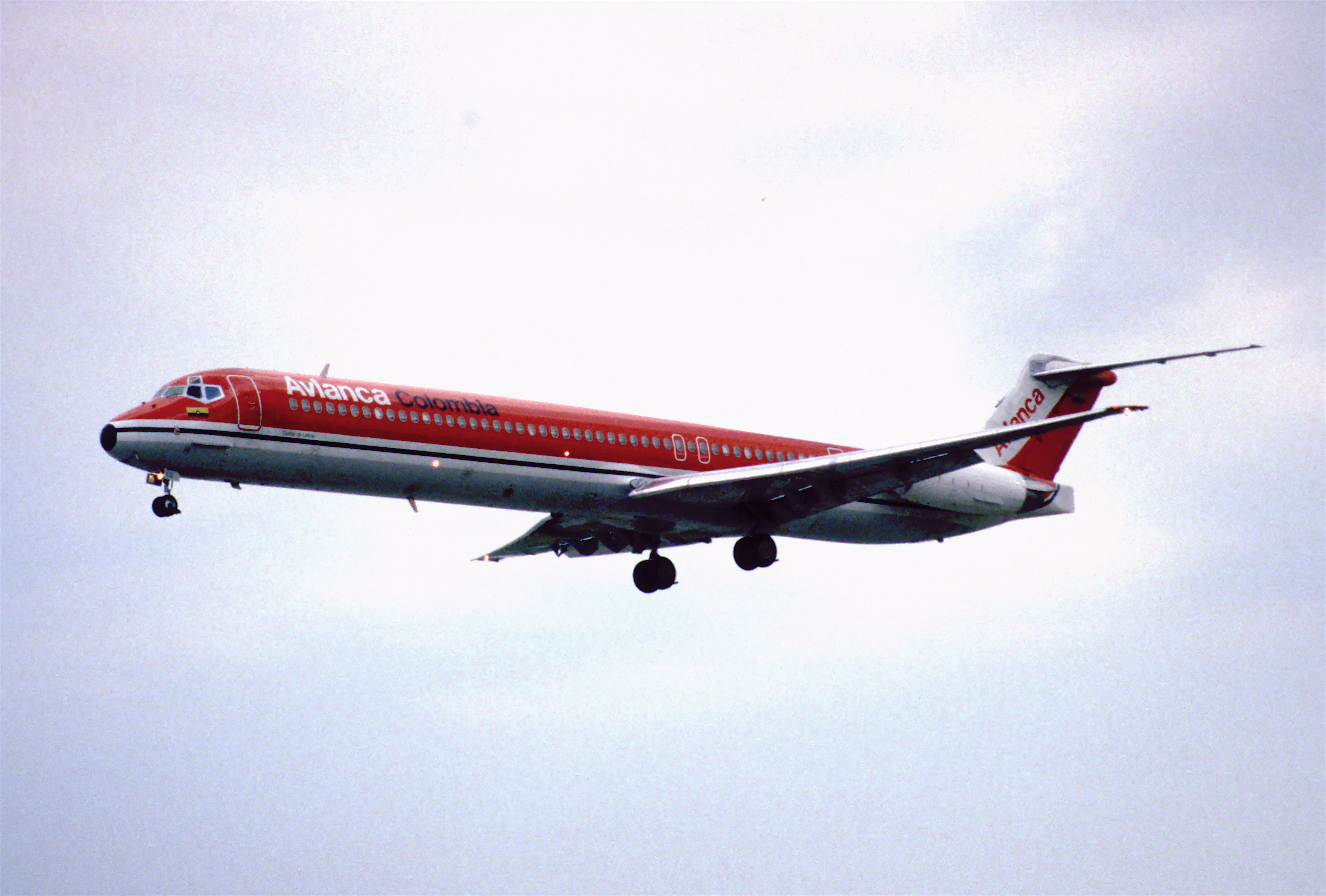
マクドネル・ダグラス MD-83

## 主な就航地

### 国内
コロンビア
- アルメニア
- バランカベルメハ
- バランキージャ
- ボゴタ
- ブカラマンガ
- カリ
- カルタヘナ
- ククタ
- イバゲ
- マニサレス
- メデジン
- モンテリア
- ネイバ
- パスト
- ペレイラ
- ポパヤン
- リオハカ
- サンアンドレス
- サンタ・マルタ
- トゥマコ
- バジェドゥパール

### 国外
スペイン
- アリカンテ
- バルセロナ
- マドリード

 メキシコ
- カンクン
- メキシコシティ

 アメリカ合衆国
- フォートローダーデール
- ロサンゼルス
- マイアミ
- ニューヨーク

 アルバ
- オラニエスタッド

 ドミニカ共和国
- サントドミンゴ
- プンタ・カナ

 ジャマイカ
- モンテゴ・ベイ

 キュラソー
- ウィレムスタッド

 シント・マールテン
- セント・マーチン

 プエルトリコ
- サン・フアン

 パナマ
- パナマ

 アルゼンチン
- ブエノスアイレス

 ボリビア
- サンタクルス

 ブラジル
- サンパウロ

 チリ
- サンティアゴ

 エクアドル
- グアヤキル
- キト

 ペルー
- リマ

 ベネズエラ
- カラカス
- ポルラマル
- バレンシア (ベネズエラ)

## 事故・事件
- 1970年6月26日、ククタを出発した直後の旅客機が何者かにハイジャックされる。機体はボゴタで給油した後にキューバへ渡った[9]。
- 1983年11月27日に、パリ発マドリード経由ボゴタ行き11便のボーイング747-200が、マドリードのマドリード＝バラハス空港に着陸進入中に、空港の南東約12キロメートルに高度確認ミスのために墜落し181名が死亡した（アビアンカ航空011便墜落事故）。
- 1988年3月17日に、ククタ発カルタヘナ行き国内定期410便のボーイング727が離陸後間もなく空港付近の山に衝突。搭乗者143人全員が死亡した。主な原因はクルー・リソース・マネジメントの欠如による、コックピット内の無秩序化だとされている。410便の事故は、後年にアメリカン航空965便墜落事故が発生するまでコロンビア国内では最悪の航空機事故だった（アビアンカ航空410便墜落事故）。
- 1989年11月27日に、ボゴタ発サンティアゴ・デ・カリ行きの国内線203便のボーイング727がソアチャ上空で爆破され、乗員乗客107名全員と地上の3名が死亡した。メデジン・カルテルによる爆破テロである（アビアンカ航空203便爆破事件）。
- 1990年1月25日に、ボゴタ発ニューヨーク行きのボーイング707-320がジョン・F・ケネディ国際空港に着陸進入中、ニューヨーク州コーブネックに燃料切れのため墜落し73名が死亡した（アビアンカ航空52便墜落事故）[10]。